# Kida
Kidagakash "Kida" Nedakh er en fiktiv person fra filmen Atlantis - Det forsvundne rige fra 2001, og efterfølgeren fra 2003 Atlantis: Milo vender tilbage. Prinsesse Kida er den 8.500-år gamle Prinsesse af Atlantis. Hun er stemmelagt i begge film af Stine Stengade. Trods hendes kongelige baggrund, er hun ikke med i Disneys Prinsesse-komplot. Hun er opfundet af Joss Whedon.
Årtier før filmens begyndelse, gør en gigantiske eksplosion at en voldsom tsunami skyller ind over den store by Atlantis. Byens enorme robotvagter er i stand til at lave en beskyttelsesskjold for den indre del af byen, mens det udenfor druknede i havet, da byen sank. Imens Kida og hendes forældre løber mod et beskyttelsesrum, bliver Kidas mor, Dronning af Atlantis, påkaldt af krystallen, som en pligt til at beskytte byen. Hun bliver løftet op i luften til krystallen, hvorefter hun bliver forbundet til den.
Årtier senere er den tidligere smukke by, nu forfalden og trist. Da fremmed fra verdenen ovenover kommer, bliver Kida ven med opdageren Milo Thatch, hvis store drøm var at finde Atlantis. Rundt om hendes hals har hun en lysende krystal. Hun fortæller Milo, at krystallen holder hende og folket i live. Den lyser for hende, fx da hun er ude og svømme under vandet med Milo i Atlantis: Det forsvundne rige.
Kidas far, Kong Kashekim Nedakh, stoler ikke på de fremmede. Kida tror, at de vil være i stand til at hjælpe hendes folk, men kongen tvivler.
Kida bliver ligesom sin mor før hende, påkaldt af krystallen, da den "mærkede" at byen var i fare. I modsætning til sin mor, vender Kida tilbage til "jorden" bagefter.
I slutningen af filmen overtager hun tronen i Atlantis; hun bliver dronning og gifter sig med Milo, som bliver konge. Sammen begynder de at genopbygge Atlantis.
I Milo vender tilbage hjælper Kida med til at finde "Skæbnens Spyd". Med spyddet tillader hun fremmede fra overfladen at komme til Atlantis.